# 松前城下時代まつり
松前城下時代まつり（まつまえじょうかじだいまつり）は、北海道松前町で1984年（昭和59年）から8月に開催されている祭りである。

## 概要
1984年（昭和59年）8月に初めて開催された祭りで、初年度はよろいかぶとに身を包んだ武者姿で松前城下を練り歩く普通の武者行列が行われていた
1992年（平成4年）に函館市の高田屋嘉兵衛像前から松前まで約100キロをよろいかぶとに身を包んだ武者姿で馬の代わりにバイクにまたがった「バイク武者」の軍団がごう音をとどろかせパレードする武者行列が行われて、祭りの開幕を飾った。
その後もこの「バイク武者」の武者行列が開幕日に行われており、2002年（平成14年）や2003年（平成15年）は松前城前を起点に、2004年（平成16年）や2008年（平成20年）は松前藩屋敷前を起点として松前町内を走ってパレードした。
1994年（平成6年）に「求福山」と呼ばれる山車を21年ぶりに復活させており、各町内会の山車が松前祇園ばやしに乗って町内を練り歩く山車行列も行われている。
また、お盆休みの時期に行われるため、盆踊りもこの祭りの一環として開催されている。